# Juan Castañón de Mena
Juan Castañón de Mena (Madrid, 1903 – La Corunya, 27 de setembre de 1982) va ser un arquitecte, enginyer, geògraf i militar espanyol que va ocupar importants càrrecs durant la dictadura franquista.

## Formació i carrera militar
L'agost de 1918 va ingressar en l'Acadèmia d'Infanteria de Toledo. En la seva ocupació de segon tinent, va ser destinat a Granollers i després a Ceuta. Va prendre part en la campanya del Marroc fins a 1925, i va ser promogut a capità del Cos d'Estat Major al gener de 1931, destinat en la Comissió Geogràfica, ingressa aquest mateix any en l'Escola Tècnica Superior d'Arquitectura de Madrid on es gradua en 1935.
Resident a la Corunya va tenir un paper destacat durant la preparació del cop d'estat del 18 de juliol de 1936 i la seva posterior participació en la Guerra Civil Espanyola com cap d'estat major de la 82a Divisió, que manava el general Aranda. Amb les columnes gallegues participa en la ruptura del setge d'Oviedo i més tard en la campanya d'Astúries i les campanyes de Terol, Alfambra, Llevant, Ebre i Catalunya. Per mèrits de guerra va ascendir a Tinent coronel.

## Dictadura franquista
En 1952 va ser ascendit a coronel i nomenat ajudant de camp del general Franco. En 1959 ascendeix a General de brigada i tres anys després ascendirà a general de divisió. Després d'això, va exercir els càrrecs de professor principal de l'Escola Superior de l'Exèrcit, governador militar de Madrid, cap de la divisió d'infanteria Guadarrama núm. 11 i sotsinspector de Tropes i Serveis de la I Regió Militar. Va ascendir a tinent general en 1965, i va ser nomenat Cap de la Casa Militar de sa Excel·lència el Cap de l'Estat.
Va aconseguir el zenit de la seva carrera en ser nomenat Ministre de l'Exèrcit el 20 d'octubre de 1969, càrrec que ocuparia fins a l'11 de juny de 1973 en passar a la situació de reserva per haver complert l'edat reglamentària.
Com a ministre va escometre en aquest càrrec la modernització de les forces armades, incloent la racionalització del servei militar i el alleugerament de comandaments en les diferents unitats, així com el trasllat de diversos aquarteraments fos del nucli urbà de les ciutats. A la mort de l'almirall Luis Carrero Blanco el seu nom es va barrejar com un dels possibles candidats. Sabino Fernández Campo arribà a la Zarzuela l'estiu de 1977 per indicació inicial del general Juan Castañón de Mena, que havia estat enllaç entre Franco i el Príncep. Fou un dels 59 procuradors que el 18 de novembre de 1976 a les Corts Espanyoles votaren en contra de la Llei per a la Reforma Política que derogava els Llei de Principis del Movimiento Nacional.

## Arquitecte

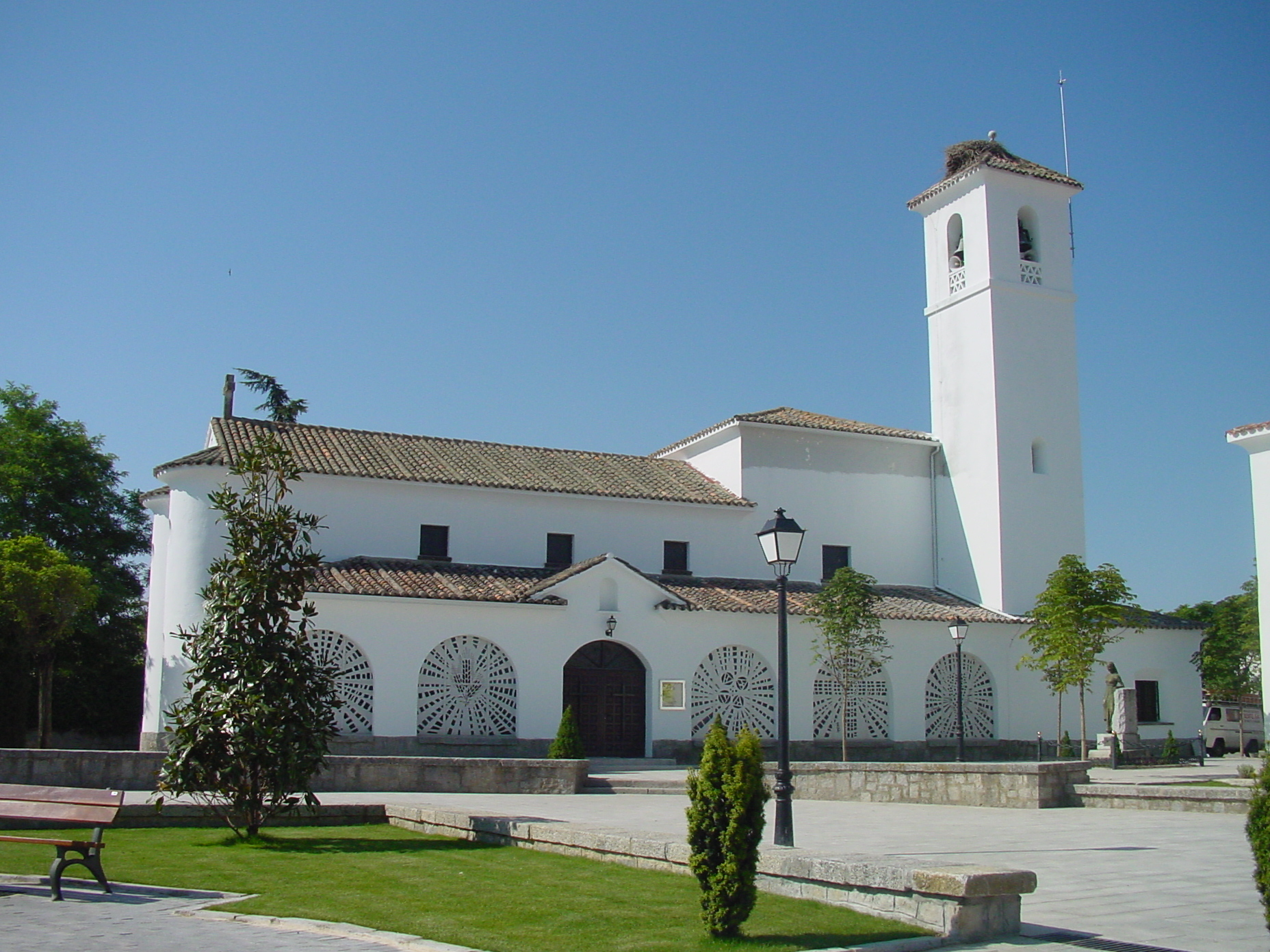
Església de Villanueva de la Cañada. El gran espai de la nau és resolt sense cintres ni bigues, ni artesonats ni decoració supèrflua.

Ajudat per Alfonso Fungairiño Nebot (avi matern d'Ana Torroja) construí el poblat de Villanueva de la Cañada, projecte caracteritzat tant pel rigor en la definició del conjunt com per la profunda preocupació pels problemes constructius. Posteriorment col·laborarien en altres projectes per la Direcció general de Regions Devastades. Per la seva estada al Protectorat Espanyol al Marroc domina aspectes constructius vinculats a tova i ceràmica, amb voltes paredades. En aquest projecte els arquitectes confien íntegrament la solució a l'ofici d'obra de paleta, constituint un experiment sense emprar ni fusta ni tampoc ferro solucions aparellades on el mur és la solució predominant, construït sempre amb una massa tècnica on intervenen pastes lligants (tapial, guix, calç o ciment) que uneixen peces rígides (naturals o elaborades) com pedra, tova o maó cuit. Curiosament empren els abundants enderrocs procedents de la destrucció amb motiu de la batalla de Brunete.
Té reconeixement internacional la Subestació de l'embassament de Belesar a Chantada, província de Lugo, com una singular obra d'enginyeria i arquitectura.